# ذا بالاتزو
ذا بالاتزو هو فندق وكازينو يقع في لاس فيغاس ستريب،بارادايس.وهو أطول مبنى في ولاية نيفادا.تم افتتاح الفندق في 30 ديسمبر 2007.